# Bobby Shaw
Bobby T. Shaw II (San Francisco, 23 aprile 1975) è un ex giocatore di football americano statunitense che ha militato nel ruolo di wide receiver nella National Football League (NFL).

## Carriera
Shaw fu scelto nel corso del sesto giro (169º assoluto) del draft NFL 1998 dai Seattle Seahawks. In carriera giocò anche per i Pittsburgh Steelers (1998-2001), i Jacksonville Jaguars (2002), i Buffalo Bills (2003-2004) e San Diego Chargers (2004). La sua miglior stagione la disputò con i Bills nel 2003 ricevendo 56 passaggi per 732 yard e 4 touchdown.